# توجيه الاقران
توجيه الاقران هو شكل من أشكال الإرشاد الذي يحدث عادة بين شخص عاش تجربة محددة وشخص جديد على هذه التجربة. من الأمثلة على ذلك أن يكون الطالب المتمرس معلمًا نظيرًا لطالب جديد أو متعلم من الأقران في موضوع معين أو في مدرسة جديدة. يتم استخدام الموجهين النظراء أيضًا في تغييرات الصحة ونمط الحياه على سبيل المثال، قد يعقد العملاء أو المرضى، بدعم من الاشخاص ذوي الخبرة، جلسات فردية تجتمع بانتظام لمساعدتهم على التعافي أو إعادة التأهيل.  يوفر الإرشاد النظير للأفراد الذين عانوا من تجربة حياة معينة فرصة التعلم من أولئك الذين تعافوا أو أعيد تأهيلهم بعد هذه التجربة.  يوفر الموجهون فرص التعليم والترفيه والدعم للأفراد.قد يتحدى المرشد  المتدرب بأفكار جديدة، ويشجعه على تجاوز الأشياء الأكثر راحة.  يتم اختيار معظم الموجهين  لحساسيتهم وثقتهم ومهاراتهم الاجتماعية وموثوقيتهم.
ييصر منتقدو توجيه الأقران على أنه لا يُعرف سوى القليل عن طبيعة علاقات توجيه الأقران وأن هناك القليل من الدراسات المتسقة التي تشير إلى نتائج توجيه الأقران بما يتجاوز المشاعر الجيدة بين الأقران وتنمية الصداقات. قد يؤدي توجيه الأقران بقيادة الطلاب الكبار إلى تثبيط التنوع ويمنع التحليل النقدي لنظام التعليم العالي.

## خصائص تصميم البرنامج
يختلف تكرار لقاء الموجهين  والمتدربين وفقًا لبرنامج التوجيه المعين.  قد يتواصل بعض الأزواج مرة واحدة في الشهر، بينما قد يجتمع الآخرون 3-4 مرات في الشهر أو أكثر.  يُنصح عادةً بأن يجتمع الموجهون والمتدربون في كثير من الأحيان في بداية العلاقة من أجل إنشاء أساس جيد.  يمكن للموجهين والمتدربين الاتصال عبر البريد الإلكتروني أو الهاتف أو الاجتماعات الشخصية. يمكن لمنظمات توجيه الأقران أيضًا إقامة أحداث اجتماعية لأولئك المشاركين في البرنامج.  توفر هذه الأحداث فرصًا جيدة لزيادة التفاعل الاجتماعي بين الموجهين والمتدربين.
االتوافق بين الموجه والمتدرب هو عامل يجب أن يؤخذ في الاعتبار عند اختيار الأزواج.  قد يستفيد الموجهون والمتدربون من وجود خلفيات واهتمامات وخبرات حياتية متشابهة
قد يتم أخذ العمر والجنس والعرق وتفضيلات اللغة والتعليم في الاعتبار عند إقران الموجهين بالموجهين.
تعد جودة علاقة الإرشاد النظير المهمة بالنسبة للمتدربين حتى يتمكنوا من تحقيق نتائج إيجابية.   تكون علاقة المرشد أكثر نجاحًا عندما يهتم المرشد بالشخص ككل وليس فقط الجانب الأكاديمي أو الوظيفي للشخص.
الموجهون الناجحون  يكونوا متاحين، وعلى دراية، ومتعلمين في قضايا التنوع، ومتعاطفين، وأنيقين، ومشجعين، وداعمين، وعاطفيين وعلى الرغم من ان هذه ليست قائمة شاملة من الصفات، فقد ثبت أنها مهمة لعلاقات التوجيه الناجحة. من المهم وضع مثل هذه الصفات في الاعتبار عند تعيين الموجهين وتدريبهم.
يجب أن تكون أهداف برنامج توجيه الأقران محددة جيدًا وقابلة للقياس.  يجب مراقبة فعالية البرنامج لضمان تحقيق الأهداف.  تتمثل إحدى طرق مراقبة فعالية البرنامج في إدارة التقييمات للموجهين والمتدربين

## في التعليم
تم توجيه الاقران في التعليم خلال الستينيات من قبل المربي والمنظر باولو فريري:
"المهمة الأساسية للموجه هي مهمة تحررية. فهي ليست تشجيع أهداف وتطلعات وأحلام المرشد على إعادة إنتاجها في المتدربين والطلاب، ولكن لإثارة احتمال أن يصبح الطلاب أصحاب التاريخ. هذه هي الطريقة التي أفهم بها الحاجة إلى أن يتخطى المعلمون مهمتهم الإرشادية فحسب وأن يتخذوا الموقف الأخلاقي لموجه يؤمن حقًا بالاستقلالية الكاملة والحرية وتنمية أولئك الذين يوجههم سواء كان ذكر أو انثئ.
يظهر الموجهون بشكل رئيسي في المدارس الثانوية حيث قد يحتاج الطلاب الذين ينتقلون من المدارس الابتدائية إلى المساعدة في الاستقرار في الجدول الزمني الجديد وأسلوب الحياة في المدرسة الثانوية.  ومع ذلك، يمكن أن يحدث الإرشاد النظير على مستوى المدرسة الابتدائية، والمستوى الجامعي، ومستوى الدراسات العليا.  قد تختلف أهداف البرنامج وفقًا للمستوى أو المؤسسة التعليمية أو التخصص.
يساعد الموجهون في المدارس الثانوية في انتقال الطلاب الأصغر سنًا من المدرسة الابتدائية إلى المدرسة الثانوية. قد يساعدون المتدربين في العمل المدرسي ومهارات الدراسة، وضغط الأقران (مثل الضغط لتعاطي المخدرات أو ممارسة الجنس)، ومشاكل الحضور والسلوك، والمشاكل العائلية النموذجية.  الموجهون الشباب هم أشخاص يمكن للأطفال أو المراهقين قضاء الوقت معهم، غالبًا للتعويض عن غياب أفراد الأسرة أو البيئة المنزلية غير الملائمة. يمكن أن تكون برامج التوجيه للشباب مفيدة بشكل خاص للطلاب الذين يعانون من نقص الدعم الاجتماعي، وبالتالي قد يكونون عرضة للانحراف.
قد يساعد الموجهون الطلاب الجامعيين الطلاب المقبولين حديثًا في إدارة الوقت، ومهارات الدراسة، والمهارات التنظيمية، وتخطيط المناهج الدراسية، والقضايا الإدارية، وإعداد الاختبار، وإعداد ورقة الفصل الدراسي، وتحديد الأهداف، ومراقبة الصف.  بالإضافة إلى ذلك، قد يقدم هؤلاء الموجهون أشكالًا أخرى من الدعم الاجتماعي للطالب، مثل الصداقة والتواصل ومساعدة الطالب على التكيف مع الحياة الجامعية.
قد يساعد المرشد الأقران على مستوى مدرسة الدراسات العليا الطلاب الجدد في اختيار مستشار، والتفاوض على علاقة المستشار / المستشار، والتحضير للامتحانات الرئيسية، ونشر المقالات، والبحث عن وظائف، والتكيف مع قسوة الحياة المدرسية للخريجين.

### في التعليم العالي
يتمتع توجيه الاقران في التعليم العالي بسمعة طيبة وينظر إليه بشكل إيجابي كل من مديري التعليم والطلاب. خلال العقد الماضي، توسع الإرشاد النظير وأصبح موجودًا في معظم الكليات والجامعات، في كثير من الأحيان كوسيلة للتواصل مع طلاب الأقليات والاحتفاظ بهم وتجنيدهم. يستخدم الإرشاد النظيرعلى نطاق واسع في التعليم العالي لعدة اسباب
- يمكن أن تترجم الفوائد المنسوبة إلى التوجيه الكلاسيكي (عندما يكون الشخص الأصغر سنًا من كبار السن) إلى علاقات توجيه الأقران، خاصة عندما يكون لدى المرشد الأقران والمتدرب خلفيات متشابهة. شجعت بعض الكليات والجامعات برامج إرشاد الأقران للمساعدة في الاحتفاظ بالسكان الأقل تمثيلا، مثل النساء في الاقتصاد. يجبر الافتقار إلى نماذج يحتذى بها أو المتطوعين الإداريين وقادة الطلاب على استخدام الطلاب كموجهين أقران للطلاب الآخرين - عادةً طلاب السنة الأولى والأقليات العرقية والنساء - من أجل توجيه ودعم وتعليم الطلاب الصغار؛ نظرًا لأن برامج توجيه الأقران تتطلب ميزانية منخفضة للإدارة و / أو التطوير، فإنها تصبح بديلاً رخيصًا لدعم الطلاب الذين يُنظر إليهم على أنهم من المحتمل أن يفشلوا.يمكن أن تترجم الفوائد المنسوبة إلى التوجيه الكلاسيكي (عندما يكون الشخص الأصغر سنًا من كبار السن) إلى علاقات توجيه الأقران، خاصة عندما يكون لدى المرشد الأقران والمتدرب خلفيات متشابهة. شجعت بعض الكليات والجامعات برامج إرشاد الأقران للمساعدة في الاحتفاظ بالسكان الأقل تمثيلا، مثل النساء في الاقتصاد. يجبر الافتقار إلى نماذج يحتذى بها أو المتطوعين الإداريين وقادة الطلاب على استخدام الطلاب كموجهين أقران للطلاب الآخرين - عادةً طلاب السنة الأولى والأقليات العرقية والنساء - من أجل توجيه ودعم وتعليم الطلاب الصغار؛ نظرًا لأن برامج توجيه الأقران تتطلب ميزانية منخفضة للإدارة و / أو التطوير، فإنها تصبح بديلاً رخيصًا لدعم الطلاب الذين يُنظر إليهم على أنهم من المحتمل أن يفشلوا.يمكن أن تترجم الفوائد المنسوبة إلى التوجيه الكلاسيكي (عندما يكون الشخص الأصغر سنًا من كبار السن) إلى علاقات توجيه الأقران، خاصة عندما يكون لدى المرشد الأقران والمتدرب خلفيات متشابهة. شجعت بعض الكليات والجامعات برامج إرشاد الأقران للمساعدة في الاحتفاظ باالنساء في الاقتصاد. يجبر الافتقار إلى نماذج يحتذى بها أو المتطوعين الإداريين وقادة الطلاب على استخدام الطلاب كموجهين أقران للطلاب الآخرين - عادةً طلاب السنة الأولى والأقليات العرقية والنساء - من أجل توجيه ودعم وتعليم الطلاب الصغار؛ نظرًا لأن برامج توجيه الأقران تتطلب ميزانية منخفضة للإدارة و / أو التطوير، فإنها تصبح بديلاً رخيصًا لدعم الطلاب الذين يُنظر إليهم على أنهم من المحتمل أن يفشلوا.

### مزايا في التعليم
قد يساعد الإرشاد النظير الطلاب الجدد على التكيف مع البيئة الأكاديمية الجديدة بشكل أسرع. تمنح العلاقة بين المرشد والمتدرب شعورًا بالارتباط بالمجتمع الأكبر حيث قد يشعر بالضياع. يتم اختيار الموجهين لأنهم ناجحون أكاديمياً ولأنهم يمتلكون مهارات تواصل واجتماعية وقيادية جيدة. نتيجة لذلك، يعمل الموجهون كنماذج إيجابية للطلاب، ويوجهونهم نحو النجاح الأكاديمي والاجتماعي. يقدم الموجهون الدعم والمشورة والتشجيع وحتى الصداقة للطلاب. قد يؤدي الإرشاد النظير إلى تحسين معدلات استبقاء الطلاب. 
يستفيد الموجهون أيضًا من علاقة المرشد / المتعلم. يطور الموجهون صداقات من خلال مشاركتهم في برامج الإرشاد النظير وعادة ما يستمدون الرضا من مساعدة طالب أصغر سنا، وربما تشكيل حياته أو حياتها بطريقة إيجابية. قد يتم الدفع أيضًا للموجهين، وقد يتلقون مزايا أخرى مثل التسجيل ذي الأولوية، وائتمان الدورة التدريبية، والمراجع.
في إعدادات دروس التعليم العالي، تمتد فوائد برامج الإرشاد النظير أيضًا إلى معلمي الفصل. باستخدام تقنيات نظرية أساسية، وجد Outhred و Chester أن هناك خمسة موضوعات تكمن وراء تجاربهم: استكشاف الأدوار، وتقاسم المسؤولية، وتنظيم المجموعات المدروسة من الأقران، وتسخير دور المعلمين الأقران، والمجتمع.

### انتقادات
ستهدف برامج الإرشاد النظير عادة الأقليات العرقية والأشخاص ذوي الإعاقة والنساء. يميل هذا النهج إلى أن يكون من «نموذج النقص» حيث يُنظر إلى الطلاب متعددي الأعراق والنساء والطلاب ذوي الإعاقة على أنهم بحاجة إلى المساعدة ومن غير المرجح أن ينجحوا ما لم يساعدهم الطلاب الكبار أو الكبار الناجحون. أحد الانتقادات الرئيسية لارشاد النظيرهو الافتقار إلى البحث لإظهار كيفية عمل علاقات الإرشاد النظير، وكيف تتطور، وما هي نتائجها. أيضًا، يمكن لطبيعة كونك إما مرشدًا أو متعلمًا وفي نفس الوقت أن تجعل العلاقة ثنائية حيث تتقارب الهويات الأخرى أيضًا. تعزز بعض برامج توجيه الأقران الاستيعاب بين طلاب الأقليات العرقية بسبب استخدام نماذج يقتدي بها للطلاب الذين يُنظر إليهم على أنهم ناجحون في البيئات الاجتماعية والتعليمية التي يتميز بها طلاب الأغلبية. ثم يصبح هؤلاء الأشخاص الذين يتعلمون من الأقران هم الأشخاص الذين يسعون جاهدين لتقليدهم أو تقليدهم. يشير النقد الأكثر دقة للإرشاد النظير إلى افتقارهم إلى الإشراف والهيكل: نادرًا ما يكون لمعظم برامج الإرشاد النظير التي يقودها الطلاب الجامعيين إشراف مباشر على موظفي الجامعة بدوام كامل
بالنظر إلى حقيقة أن الطلاب يقودهم طلاب آخرون يعملون كموجهين أقران، يقول النقاد إن موظفي الجامعة قد يحررون أنفسهم من مسؤوليتهم في الاستماع ومساعدة طلاب السنة الأولى المصنفين على أنهم متدربون من الأقران، وهي المجموعة التي لديها أكبر معدل تناقص في التعليم العالي. بدون تدريب وإشراف مكثفين، قد يقدم الطلاب الكبار الذين يعملون كموجهين إرشادات غير موثوقة للمتدربين الأقران. هناك القليل من الأبحاث حول ما يحدث في علاقات توجيه الأقران. ماريان جاكوبي، في تحليل تلوي شامل لبحوث التوجيه، تختتم بالسؤال، «هل التوجيه يساعد الطلاب على النجاح في الكلية؟ إذا كان الأمر كذلك، فكيف؟ الإجابات النظرية والتجريبية على هذه الأسئلة غير متوفرة». تقول ستيفاني بدج:
«أصبح مفهوم التوجيه شائعًا بشكل متزايد خلال العقود القليلة الماضية. تم الإعلان عن التوجيه عند الضرورة حتى يزدهر الطلاب والموظفون في بيئتهم. ومع ذلك، فإن الافتقار إلى البحوث المتعلقة ببرامج توجيه الأقران على وجه الخصوص أمر مثير للدهشة. في حين أن هناك وفرة من المقالات حول موضوع التوجيه في البيئة التعليمية، يجب أن يخضع المؤلفون لمعايير بحثية أكثر صرامة واتساقًا تعريفيًا أكبر. بالإضافة إلى الأبحاث عالية الجودة، تحتاج عيوب جوهرية في إطار برامج التوجيه الند لتصحيحها قبل هذه البرامج يمكن أن تصل إلى كامل إمكاناتهم في الجامعات».
يركز توجيه الأقران في التعليم العالي عادة على المهارات الاجتماعية والأكاديمية والثقافية التي يمكن أن تساعد الطلاب على التخرج من الكليات والجامعات، وكيف يعمل النظام التعليمي (على سبيل المثال، كيفية التقدم للحصول على المساعدة المالية، وكيفية التسجيل في الفصول الدراسية، وكيفية كتابة الأوراق، وكيفية اختيار التخصص، وما إلى ذلك.). عادة ما تأتي المعرفة التي يتلقاها الطلاب من كبار الطلاب الذين يعملون كموجهين أقران.
على الرغم من أن برامج توجيه الأقران جذابة لمعظم الناس وتبدو سهلة التنفيذ والتطوير، إلا أن هناك القليل من الأبحاث التي تشير إلى أن توجيه الأقران يعطي نفس نتائج التوجيه الكلاسيكي.

### مقابل التوجيه الكلاسيكي
يميز مورتون كوبر وبالمر بين التوجيه الكلاسيكي (المعروف أيضًا باسم التوجيه الأساسي) والعقد أو التوجيه الميسر. يتميز الإرشاد الكلاسيكي بأنه علاقة تمكين غير رسمية، وغالبًا ما تكون عفوية بين المرشد الأكبر سنًا والمتدرب الأصغر سنًا، بناءً على رغبة مشتركة في العمل معًا، عادةً لفترة طويلة، دون تعويض مالي للموجه.
يختلف الإرشاد النظيرعن التوجيه الكلاسيكي في جانبين. أولاً، في توجيه الأقران، يكون الموجهون والموجهون متقاربون من حيث العمر والخبرة والمستوى التعليمي، وقد يتداخلون أيضًا في هوياتهم الشخصية، والتي عادة ما تكون معايير المطابقة، ولكن هذا قد يترك الطلاب الصغار عرضة لضغط الأقران والتنافس غير الخاضع للإشراف. ثانيًا، برامج توجيه الأقران هي برامج مخططة شبه منظمة مع إرشادات محددة وفي كثير من الأحيان مع عدد محدد من الاجتماعات والأنشطة في غضون فترة زمنية محددة مسبقًا. يميل الطلاب الذين يلتحقون ببرامج توجيه الأقران إلى التطابق في الغالب وفقًا للدورة الدراسية الرئيسية والجنس ولغة التفضيل والخلفية العرقية، ويميل الطلاب الذين يتشاركون أكبر عدد من أوجه التشابه إلى أن يصبحوا أقرانًا في علاقة توجيه الأقران. يتوفر القليل من الأبحاث لمعرفة ما يحدث بين الموجهين الأقران والمتدربين الأقران الذين لديهم خصائص مختلفة.

### عبر العمر
يوفر دليل إرشاد الشباب التعريف التالي الإرشاد النظيرعبر الأعمار:
«ينطوي الإرشاد النظيرعلى علاقة شخصية بين شابين من أعمار مختلفة تعكس درجة أكبر من عدم توازن القوة الهرمية مما هو معتاد في الصداقة، ويكون الهدف من خلالها للشباب الأكبر سنًا تعزيز جانب أو أكثر من جوانب تنمية الشباب الأصغر سنًا. يشير توجيه الأقران إلى علاقة إنمائية مستدامة (طويلة الأجل)، وعادة ما تكون رسمية (أي قائمة على البرامج). العلاقة» تنموية«من حيث أن هدف الزميل الأكبر سنًا هو المساعدة في توجيه تطور المتدرب الأصغر سنًا في مجالات مثل مهارات التعامل مع الآخرين، وتقدير الذات والترابط والمواقف التقليدية (مثل الدافع والأمل في المستقبل).» 
يمكن تمييز التوجيه عبر الأعمار عن الإرشاد النظيرمن خلال حقيقة أن المرشد في مستوى أعلى و / أو أكبر من المتدرب. بينما في توجيه الأقران يتم دمج الطلاب من نفس العمر معًا بناءً على مستويات متفاوتة من الإنجاز. يلاحظ كارشر (2007) أيضًا:
«برامج الإرشاد النظيرعبر الأعمار تستخدم الهيكل، وتجتمع لأكثر من عشرة اجتماعات، ولا تركز في المقام الأول على العجز أو الحد من المشاكل، وتتطلب فترة عمرية لا تقل عن سنتين.» 

#### مزايا التوجيه عبر العمر
بشكل عام، يمكن لبرامج الإرشاد النظير عبر سن تنطوي على الدروس الخصوصية أو التدريس مكون شخصي الإرشاد والتوجيه، أو كليهما، وأنها تتضمن العديد من المزايا من أشكال أخرى من الإرشاد الأقران. نظرًا لأن الموجهين الطلاب هم أقرب في العمر والمعرفة والسلطة والتنمية المعرفية من الموجهين البالغين، غالبًا ما يشعر المتدربون بحرية أكبر في التعبير عن الأفكار وطرح الأسئلة والمجازفة. تسهل أوجه التشابه هذه أيضًا على الموجهين فهم المشكلات الشخصية والأكاديمية التي قد يواجهها المتدرب، وتقديم الحلول بطريقة أكثر قابلية للفهم وذات صلة. علاوة على ذلك، على عكس توجيه الأقران من نفس العمر ، يمكن للبرامج عبر الأعمار أن تمنع الشعور بالدونية من جانب المتدرب عندما يتم توجيهه أو تعليمه من قبل طالب من نفس العمر أو المكانة. وبالتالي ، يمكن للموجهين الذين هم أكبر سنًا بقليل من المتدربين الاستفادة من المكانة الأعلى التي يوفرها فارق السن لديهم مع زيادة التوافق مع طلابهم. الفوائد المحددة للتوجيه / التدريس عبر الأعمار عديدة ، ويتم وصفها بإيجاز هنا في ثلاث فئات رئيسية: زيادة التحصيل الأكاديمي ، وتحسين المهارات الشخصية ، والتنمية الشخصية. 
تدعم برامج الإرشاد عبر الأعمار ، وبرامج التدريس على وجه الخصوص ، الإنجاز الأكاديمي وعملية التعلم لكل من المرشد والمتعلم. يستفيد المدربون من الاهتمام الشخصي المتزايد في بيئة فردية ويمكنهم العمل وفقًا لسرعتهم الخاصة. يتم تخصيص الجلسات للأسئلة والاحتياجات وأساليب التعلم الفردية للمتدرب ، ويكتسب المتدربون إتقانًا أكبر للمواد والمفاهيم ، مع تطوير مهارات الإبداع والتفكير النقدي. قد يكتسب المرشد أيضًا فهمًا أعمق للمادة أو الموضوع الذي يدرسه ، حيث تشجع هذه العلاقة غالبًا على تكريس أعمق لدراساتهم الخاصة حتى يتمكنوا من توصيل ما تعلموه بشكل أكثر فعالية. يكتسب المرشد إحساسًا أعمق بالمسؤولية والتفاني والفخر بقدرته على مساعدة الأقران ، بينما يفخر كلا الطالبين بالإنجازات والنجاحات المتبادلة. في نهاية المطاف ، قد تزيد برامج الإرشاد عبر الأعمار من معدلات الاحتفاظ والتخرج ، خاصة بين طلاب الأقليات.  
بالإضافة إلى التعلم المحسن ونقل المعلومات ، تتيح عملية الإرشاد للطالبين تطوير مهارات تواصل شخصية أكثر فاعلية. يتعلم المدربون كيفية تشكيل الأسئلة وطرحها بشكل فعال وطلب المشورة وممارسة الاستماع النشط والتركيز. وبالمثل ، يكتسب الموجهون ممارسة قيمة في استراتيجيات التدريس الفعالة. يعزز هذا الشكل زيادة احترام الذات والتعاطف والصبر لدى كلا المشاركين ، مما قد يؤدي إلى تكوين صداقات جديدة وكسر الحواجز الاجتماعية للطلاب الذين يكافحون للتكيف مع بيئة أكاديمية جديدة. غالبًا ما يكون المرشد بمثابة نموذج مهم ، ويمكنه أن يمثل المهارات الأكاديمية وعادات العمل بالإضافة إلى القيم الشخصية (مثل التفاني في الخدمة والتعاطف والتحفيز الداخلي). يمكن أن تكون هذه العلاقة محورية لنجاح الطلاب الجدد أو المحرومين من الخدمات في الأوساط الأكاديمية من خلال توفير فرصة للأقران لمناقشة القضايا الأكاديمية والخيارات المهنية والأفكار البحثية والمسائل الشخصية.

#### رصد وتقييم
تتطلب برامج الارشادعبر الأعمار دراسة متأنية للأهداف والأهداف والموارد البشرية والمادية والمالية المتاحة من أجل تقييم التقدم الذي أحرزه المشاركون في نهاية المطاف والفائدة العامة للبرنامج. التقييم المتكرر مهم لأنه يعطي نظرة ثاقبة حول كيفية تنظيم وتنفيذ منهج التوجيه عبر الأعمار ، ويوفر تعزيزًا إيجابيًا لكل من الموجه والمتعلم. يجب فحص الموجهين مسبقًا وفقًا لكفاءتهم الأكاديمية ومواقفهم لضمان قدرتهم على تلبية احتياجات المتدرب. علاوة على ذلك ، سيستفيد الموجهون أيضًا من التدريب المستمر والإشراف والدعم النفسي من قبل المعلمين والإداريين وأولياء الأمور وغيرهم من أفراد المجتمع. 

### أمثلة في المدارس

#### مدارس سودبيري
نظرًا لأن مدارس Sudbury مختلطة تمامًا من عمر 4 إلى 18 عامًا ، مع عدم وجود صفوف أو فصول دراسية منفصلة حسب العمر ، فمن الشائع أن يشارك الطلاب في توجيه الأقران.

#### برنامج كوكاكولا للقيم الشباب
أحد برامج التوجيه عبر الأعمار هو برنامج Coca-Cola Valued Youth Program (VYP) ، الذي نشأ في سان أنطونيو ، تكساس من خلال جمعية أبحاث التنمية بين الثقافات (IDRA) . في محاولة لتقليل التغيب عن المدرسة، والحاجة إلى إجراءات تأديبية ومعدلات تسرب الطلاب ، قام هذا البرنامج بربط طلاب المدارس المتوسطة «المعرضين للخطر» لتعليم طلاب المدارس الابتدائية «المعرضين للخطر»، وكلاهما من أصل إسباني ومحدود إجادة اللغة الإنجليزية. في هذه الحالة ، لم يكافأ المعلمون الذين شاركوا فقط بالحصول على رواتبهم والحصول على رصيد الدورة ، ولكن أيضًا من خلال الحصول على تقدير لخدمتهم ومن خلال تحسين مهاراتهم الأكاديمية والتدريسية من خلال دروس خاصة. أدت مزايا برنامج VYP هذه بدورها إلى إحداث تأثير إيجابي على نجاح المدرسة وخفض معدلات التسرب لهؤلاء المعلمين.

#### برنامج الأقران بجامعة ماساتشوستس
يقدم برنامج الموجه في UMass Amherst للطلاب الجامعيين فرصة أن يعيشوا في موظفين بدوام جزئي للمقيمين الجدد في الحياة السكنية. هذه وظيفة بأجر. تتمثل «وظيفة» المرشد النظير في مساعدة الطلاب الجدد في انتقالهم من المدرسة الثانوية إلى الكلية. يقدم UMass Peer Mentors الدعم الأكاديمي خلال السنة الأولى ويكونون مسؤولين عن ربط السكان بموارد الحرم الجامعي طوال العام الدراسي. يتبع الموجهون الأقران منهجًا يتضمن على سبيل المثال لا الحصر: المساعدة في توجيه الطلاب الجدد (NSO)، والتوجيه الأكاديمي (الذي يتضمن مراجع لمراكز التدريس ، والعمداء ، والمشورة الجامعية)، وربط أعضاء هيئة التدريس بالطلاب ، واستضافة نجاح أكاديمي مختلف ورش عمل.

## مكان العمل
يمكن أن يوفر الإرشاد النظيرلموظفين مصدرًا قيمًا للدعم والمعلومات في مكان العمل. يوفر الإرشاد النظير بطريقة ممتازة واقل التكلفة لتدريب الموظفين الجدد أو ترقية مهارات العمال الأقل خبرة. قد يشعر المدربون براحة أكبر في التعلم من الأقران مقارنة بالبيئة الهرمية. قد يستفيد الموجهون والمدربين أيضًا من الروابط التي يشكلونها مع زملائهم. في عام 1978، وصف إدغار شاين أدوارًا متعددة للموجهين الناجحين في بيئة العمل. الموظفون الجدد الذين يتم إقرانهم بمرشد هم أكثر عرضة للبقاء في وظائفهم بمقدار الضعف عن أولئك الذين لا يتلقون الإرشاد.

## الرعاية الصحية
أن الإرشاد النظير يزيد من مقاومة الاكتئاب المرتبطين بالتوتر لدى المرضى أو المتأثرين بمرض أو مشاكل الصحة العقلية.  موجهو النظراء في مجال الصحة العقلية وعلوم الجمع بين مجتمع يساعد في نمط الحياة والالتزام ، خلال تعديل العادات ومساعدتهم على إدراك طرق مفيدة للتأقلم وتحمل الشخصية.  يمكن للمساعدات الإلكترونية أيضًا أن المرضى في الاستعدادات الطبية والجراحية والالتزام.  تم الإرشاد النظير في برامج تنفيذ الناجين من إصابات الدماغ الرضحية، مرضى السرطان ، مرضى السكر، والأشخاص الذين يعانون من إصابات في النخاع الشوكي.للحد من انتشار فيروس نقص المناعة البشرية. يستخدم التوجيه النظير  أيضا في تدريب عمال الرعاية الصحية

## تطبيقات أخرى
كما تم استخدام الإرشاد النظير لمنع عنف العصابات لدى أطفال المدارس  والمراهقين ،  لدعم الشباب الذين تعرضوا للاستغلال الجنسي ،  لتحسين جودة رعاية الأطفال بين الأمهات المحرومات اقتصاديًا لأول مرة ،  وتحسين الأداء في المجندين العسكريين.

## روابط خارجية
- الإرشاد: ببليوغرافيا مختارة
- «كتيب موارد توجيه الند»، جلين أوماتسو ، جامعة كاليفورنيا في نورثريدج ، 2004.
- ببليوغرافيا مشروحة لمساعدة الأقران في الجامعات.
- ببليوغرافيا مشروحة لعلاقات مرشد الأقران
- «اصنع صديقًا - كن مرشدًا من نظير»، وزارة العدل الأمريكية ، مكتب برامج قضاء الأحداث ، مكتب قضاء الأحداث ومنع الانحراف
- ابدأ برنامج توجيه الأقران في مدرستك
- Gensemer P. «فعالية برامج التوجيه عبر الأعمار والأقران.» (دراسة) 2000.
- دكتور مايكل كارشر ، "Cross-Age Peer Mentoring"
- مونيكا شيا كوريل ، «توجيه الأقران: نهج تدخلي»، جامعة ولاية مونتانا-بيلينغز (مونوغراف) 2005.
- برنامج إرشاد الأقران بجامعة كوينز